# P53AIP1
P53AIP1‏ (Tumor protein p53 regulated apoptosis inducing protein 1) هوَ بروتين يُشَفر بواسطة جين P53AIP1 في الإنسان.